# Turbo Boost
Turbo Boost is een versnellingstechniek voor specifieke processors van Intel, die werd geïntroduceerd in 2008 voor Core i5, Core i7, en de Core i9-serie. Het concept achter Turbo Boost wordt ook wel 'dynamisch overklokken' genoemd.

## Werking
De kloksnelheid wordt automatisch verhoogd voor zeer intensieve processen, zodat hogere prestaties worden geleverd. De prestatieniveaus worden gedefinieerd door de Advanced Configuration and Power Interface (ACPI), dit is een open standaard die wordt ondersteund door alle grote besturingssystemen.
Wanneer de processor (CPU) een hogere prestatie vraagt zal de klokfrequentie in stappen verhoogd worden om aan de vraag te kunnen voldoen. De limiet wordt bepaald door de eigenschappen van de CPU, zoals vermogen, stroom, en thermische limieten, het aantal actieve processorkernen, en de maximale frequentie van de actieve kern.
Een verhoging vindt plaats in stappen van 133 MHz voor Nehalem-processors, en 100 MHz voor Sandy Bridge, Ivy Bridge, Haswell en Skylake-processors. Wanneer een elektrische of thermische limiet wordt bereikt zal de klokfrequentie automatisch worden verlaagd totdat de processor weer binnen de limieten zit.
In 2011 werd voor de Sandy Bridge-microarchitectuur Turbo Boost 2.0 geïntroduceerd, en in 2016 kwam versie 3.0 uit voor Broadwell-E.